# Mimesa
Mimesa ist eine Gattung der Grabwespen (Spheciformes) aus der Familie Crabronidae. Es sind weltweit 53 Arten bekannt, von denen 31 in der Paläarktis verbreitet sind. 13 Arten kommen in Europa vor.

## Merkmale
Die Grabwespen haben einen stark stielförmig verjüngten Hinterleib. Der Hinterleib ist bei vielen Arten schwarz, bei manchen ist die Basis jedoch rot. Die Gattung kann von der ähnlichen Gattung Mimumesa vor allem durch die nur kurze oder sogar fehlende Stirnfurche unterschieden werden, die bei der ähnlichen Gattung vom mittleren Punktauge (Ocellus) bis zur Querfurche unterhalb der Fühlerbasis reicht. Die Arten der Gattung Mimesa sind sich sehr ähnlich und lassen sich meist nur schwer voneinander unterscheiden.

## Lebensweise
Die Weibchen legen ihre Nester im Sandboden an. Diese sind ein- oder mehrzellig und werden mit Zwergzikaden (Cicadellidae) oder Blattflöhen der Familie Psyllidae verproviantiert.

## Arten (Europa)
- Mimesa beckeri Tournier 1889
- Mimesa bicolor (Jurine 1807)
- Mimesa bruxellensis Bondroit 1934
- Mimesa caucasica Maidl 1914
- Mimesa crassipes A. Costa 1871
- Mimesa equestris (Fabricius 1804)
- Mimesa grandii Maidl 1933
- Mimesa gussakowskiji (Beaumont 1941)
- Mimesa lutaria (Fabricius 1787)
- Mimesa nigrita Eversmann 1849
- Mimesa sublaevis (Beaumont 1954)
- Mimesa tenuis Oehlke 1965
- Mimesa vindobonensis Maidl 1914

## Belege